# Točnica
Točnica (ungarisch Tósár – bis 1907 Tosonca) ist eine Gemeinde im Süden der Slowakei mit 392 Einwohnern (Stand 31. Dezember 2024). Sie gehört zum Okres Lučenec, einem Kreis des Banskobystrický kraj, und ist zugleich Teil der traditionellen Landschaft Novohrad.

## Geographie

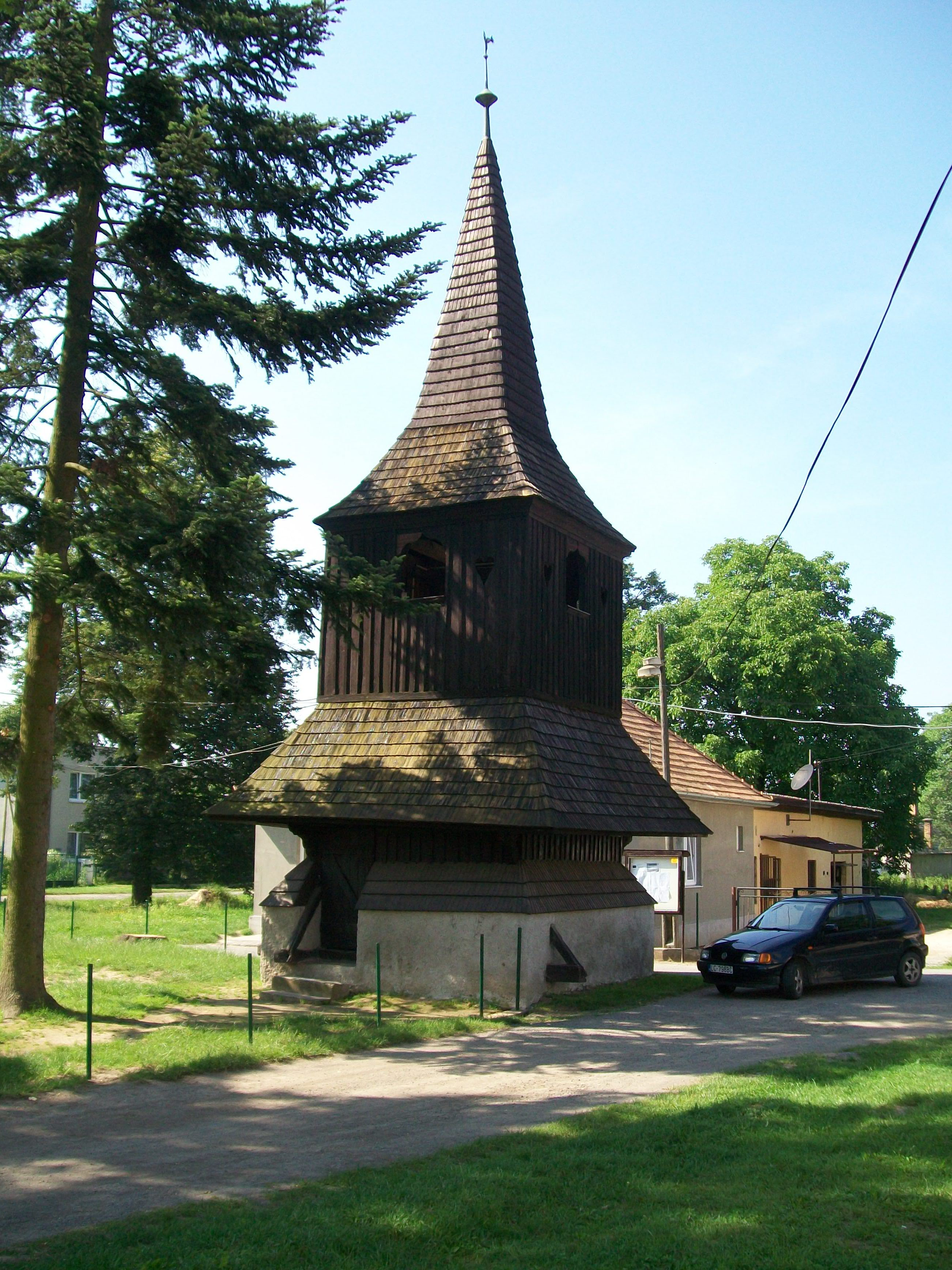
Holzglockenturm in Točnica

Die Gemeinde befindet sich am Fuße des Slowakischen Erzgebirges, noch genauer des Berglands Revúcka vrchovina, im Talkessel Lučenská kotlina am Bach Točnica im Einzugsgebiet des Ipeľ. Das Ortszentrum liegt auf einer Höhe von 263 m n.m. und ist 12 Kilometer von Lučenec entfernt.
Nachbargemeinden sind Cinobaňa im Norden, Kalinovo im Osten, Veľká Ves im Südosten, Tomášovce im Süden, Podrečany im Südwesten und Lovinobaňa (Ortsteil Uderiná) im Westen.

## Geschichte
Točnica wurde zum ersten Mal 1467 als Thosoncza schriftlich erwähnt und war Bestandteil der Herrschaft der Burg Divín. Gegen Ende des 18. Jahrhunderts wurde eine Ziegelei gegründet. 1828 zählte man 37 Häuser und 232 Einwohner, die als Landwirte und Holzverarbeiter (z. B. als Stellmacher und Zimmerleute) beschäftigt waren.
Bis 1918/1919 gehörte der im Komitat Neograd liegende Ort zum Königreich Ungarn und kam danach zur Tschechoslowakei beziehungsweise heute Slowakei. 

## Bevölkerung
| Jahr                | 1994 | 2004     | 2014     | 2024    |
| ------------------- | ---- | -------- | -------- | ------- |
| Anzahl der Personen | 293  | 323      | 399      | 392     |
| Unterschied         |      | +10,23 % | +23,52 % | −1,75 % |

| Jahr                | 2023 | 2024    |
| ------------------- | ---- | ------- |
| Anzahl der Personen | 394  | 392     |
| Unterschied         |      | −0,50 % |

Gemäß der Volkszählung 2011 wohnten in Točnica 393 Einwohner, davon 315 Slowaken, sechs Magyaren und ein Rom. 71 Einwohner machten keine Angabe zur Ethnie.
134 Einwohner bekannten sich zur römisch-katholischen Kirche, 78 Einwohner zur Evangelischen Kirche A. B., vier Einwohner zu den christlichen Gemeinden, drei Einwohner zur evangelisch-methodistischen Kirche sowie jeweils ein Einwohner zu den Zeugen Jehovas und zur reformierten Kirche. Drei Einwohner gaben eine andere Konfession an, 43 Einwohner waren konfessionslos und bei 126 Einwohnern wurde die Konfession nicht ermittelt.

## Bauwerke und Denkmäler
- Holzglockenturm aus dem Jahr 1791

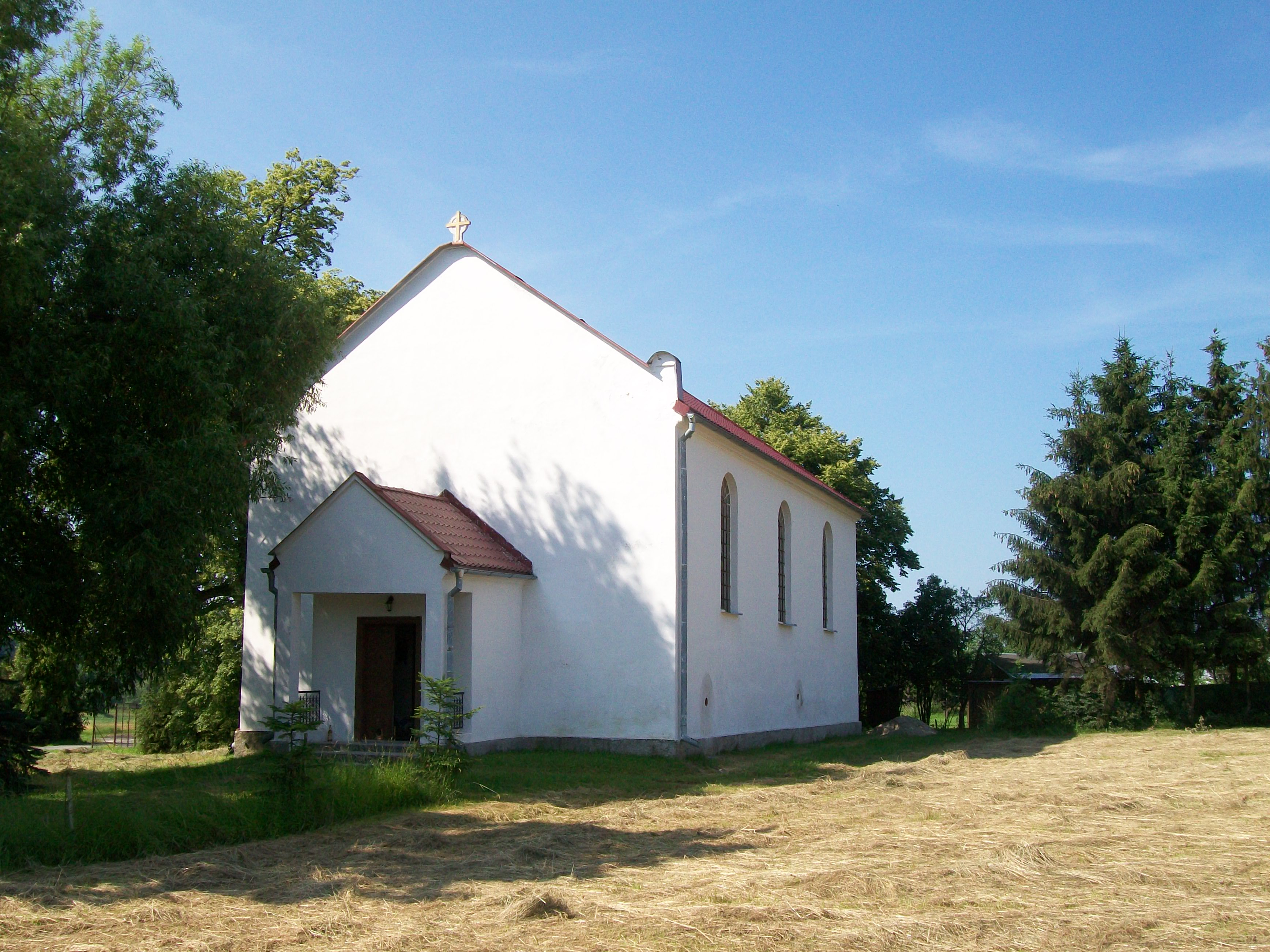
Evangelische Kirche

- evangelische Kirche im klassizistischen Stil aus dem Jahr 1806
- moderne römisch-katholische Josefskirche aus dem Jahr 2008

## Söhne und Töchter der Gemeinde
- Koloman Banšell (1850–1887), slowakischer evangelischer Pfarrer, Dichter und Schriftsteller
- Juraj Hraško (* 1931), slowakischer Pedologe und Politiker